# Warragamba, New South Wales
Warragamba este o suburbie în Sydney, Australia.